# Rio Capivari (Santa Catarina)
Pour les articles homonymes, voir Capivari (homonymie).
Le rio Capivari est une rivière brésilienne de l'État de Santa Catarina.
Il naît dans la Serra do Mar, à la limite des municipalités d'Anitápolis et de São Bonifácio. Il traverse ensuite les municipalités de São Bonifácio, São Martinho, Gravatal, avant de se jeter dans le rio Tubarão à hauteur de la ville de Tubarão.
De nombreuses cascades marquent son cours.